# 婚姻場景 (美國迷你劇)
《婚姻場景》（英語：Scenes from a Marriage）是一部美國劇情類型的迷你影集，改編自英格瑪·柏格曼製作的1973年瑞典同名迷你影集《婚姻場景》，由哈賈·李維開創、編劇並執導，奧斯卡·伊薩克和潔西卡·雀絲坦領銜出演。《婚姻場景》於2021年9月12日在HBO首播。

## 劇情
影集聚焦於當代美國的一對夫婦，探索愛情和婚姻等多種議題。

## 演員與角色

### 主要角色
- 奧斯卡·伊薩克 飾演 喬納森（Jonathan）

- 潔西卡·雀絲坦 飾演 米拉（Mira）

### 常設角色
- 妮可·貝海爾（英语：Nicole Beharie）

- 寇瑞·史托爾

- 蘇尼塔·馬尼（英语：Sunita Mani）

- 泰芮·弗雷德修（英语：Tovah Feldshuh）

## 製作

### 開發
2020年7月，HBO宣布預訂迷你影集《婚姻場景》，哈賈·李維擔當編劇和導演，他與奧斯卡·伊薩克以及蜜雪兒·威廉絲共同擔當執行製片人。

### 選角
2020年7月，隨著影集開發製作，奧斯卡·伊薩克和蜜雪兒·威廉絲確定領銜出演男女主角。10月，威廉絲因檔期衝突退出該項目，潔西卡·雀絲坦接替她出演女主角。11月，蘇尼塔·馬尼確定參演影集。2021年1月，妮可·貝海爾、寇瑞·史托爾和泰芮·弗雷德修確定參演影集。

### 拍攝
主體拍攝於2020年10月在紐約開機。11月，兩名工作人員的2019冠狀病毒病檢測為陽性，劇組暫停兩週的拍攝作業。

## 發行
2021年9月，這部5集迷你影集於第78屆威尼斯影展的非競賽單元首映。影集於2021年9月12日在HBO首播。

## 集數
| 集數 | 標題 | 譯名                         | 導演      | 編劇                     | 首播日期       | 美國收視人數 （百萬） |
| ---- | ---- | ---------------------------- | --------- | ------------------------ | -------------- | --------------------- |
| 1    |      | 純真與恐慌                   | 哈賈·李維 | 哈賈·李維＆艾米·赫爾佐格 | 2021年9月12日  | 0.224                 |
| 2    |      | 波利                         | 哈賈·李維 | 哈賈·李維                | 2021年9月19日  | 待定                  |
| 3    |      | 眼淚谷                       | 哈賈·李維 | 哈賈·李維                | 2021年9月26日  | 待定                  |
| 4    |      | 文盲                         | 哈賈·李維 | 哈賈·李維                | 2021年10月3日  | 待定                  |
| 5    |      | 午夜時分人間某處幽暗的房子裡 | 哈賈·李維 | 哈賈·李維＆艾米·赫爾佐格 | 2021年10月10日 | 待定                  |

## 迴響

### 評價
《婚姻場景》收到多數影評人的好評。根据評論匯總网站爛番茄汇总的16篇评论文章，88%的评论家给予该作正面评价，平均打分为7.5分（满分10分）。《婚姻場景》在Metacritic網站上得到「普遍讚譽」，獲得了67/100分（15位影評人）。

### 收視
| 序 | 標題       | 播出日期      | 收視率 （18–49歲） | 收視率變化 （%） | 收視人数 （百萬） | 收視人数變化 （%） | DVR收視率 （18–49歲） | DVR收視人数 （百萬） | 總收視率 （18–49歲） | 總收視人数 （百萬） |
| -- | ---------- | ------------- | ------------------ | ---------------- | ----------------- | ------------------ | --------------------- | -------------------- | -------------------- | ------------------- |
| 1  | 純真與恐慌 | 2021年9月12日 | 0.03               | 不適用           | 0.224             | 不適用             | 待定                  | 待定                 | 待定                 | 待定                |

## 資料來源
1. ↑  Lattanzio, Ryan. . IndieWire. 2021-07-08  [2021-08-20]. （原始内容存档于2021-07-28） （美国英语）.
2. 1 2  Andreeva, Nellie; Petski, Denise. . Deadline Hollywood. 2020-07-09  [2020-11-04]. （原始内容存档于2021-07-27） （美国英语）.
3. 1 2  Fleming, Mike Jr. . Deadline Hollywood. 2020-10-23  [2020-11-04]. （原始内容存档于2021-07-10） （美国英语）.
4. ↑  Wiseman, Andreas. . Deadline Hollywood. 2020-10-29  [2020-11-04]. （原始内容存档于2021-05-18） （美国英语）.
5. ↑  Petski, Denise. . Deadline Hollywood. 2020-11-04  [2020-11-04]. （原始内容存档于2020-11-23） （美国英语）.
6. ↑  Petski, Denise. . Deadline Hollywood. 2021-01-27  [2021-01-27]. （原始内容存档于2021-02-28） （美国英语）.
7. ↑  White, Peter. . Deadline Hollywood. 2020-11-30  [2020-12-01]. （原始内容存档于2021-06-03） （美国英语）.
8. ↑  Tartaglione, Nancy. . Deadline Hollywood. 2021-07-26  [2021-07-27]. （原始内容存档于2021-08-13） （美国英语）.
9. ↑  Pedersen, Erik. . Deadline Hollywood. 2021-08-17  [2021-08-17]. （原始内容存档于2021-08-17） （美国英语）.
10. 1 2  Metcalf, Mitch. . Showbuzz Daily. 2021-09-14  [2021-09-14]. （原始内容存档于2021-10-17） （美国英语）.
11. ↑  . Rotten Tomatoes. Fandango Media.   [2021-09-11] （美国英语）.
12. ↑  . Metacritic. Red Ventures.   [2021-09-11] （美国英语）.
13. 1 2  . TV Series Finale. 2021-07-20  [2021-07-21] （美国英语）.

## 外部連結
- 互联网电影数据库（IMDb）上《婚姻場景》的资料（英文）